# Закон складового сингармонізму
Закон складового сингармонізму (грец. syn — разом і harmonia — співзвучність) — закон, за якого звуки в складі сполучалися за принципом їх однорідності з погляду передньої і непередньої артикуляції: палаталізовані приголосні поєднувалися з голосними передньої артикуляції, непалаталізовані — з голосними непередньої артикуляції.
Наприклад, мы-шь, же-на, бы-ти, чь-то, дъ-ра-ти.